# Hamburg-Mannheimer
Hamburg-Mannheimer (devenu maintenant Ergo Insurance) est une entreprise du holding financier allemand ERGO, spécialisé dans le domaine de l'épargne à long terme. En 2008, elle est classée deuxième dans le secteur financier en Belgique sur le site Trendstop du magazine Trends-Tendances.

## Historique
Hamburg-Mannheimer est fondée dans la banlieue de Hambourg (entre Hambourg et Mannheim) en 1899. Durant la majeure partie du XXe siècle, elle fonctionne comme une compagnie d'assurance classique avec un réseau d'agences et différents produits commercialisés au grand public.

## Produits
Hamburg-Mannheimer est spécialisée dans l'épargne à long terme et propose donc des placements, des épargnes enfants, des épargnes logements, des assurances décès et bien d'autres produits encore.
Le produit phare d'Hamburg Mannheimer est le HM Life Protect & Pensions[réf. nécessaire] qui est un plan d'épargne pensions dont le capital investi est divisé en deux catégories. La plus grande partie de ce capital (généralement 60 %) est placé à un taux fixe garanti tandis que la seconde partie est investie dans un fonds d'actions ou d'obligations. Des protections financières en cas d'accident, d'incapacité de travail, d'invalidité ou encore de décès sont greffées au plan.

## Organisation

### Politique commerciale
Hamburg-Mannheimer commercialise ses produits via son organisation de vente HMI, pour Hamburg Mannheimer International. 
HMI est composé d'une administration dont le siège social est également situé à Hambourg, et d'un réseau de commerciaux indépendants. Elle base son développement sur le marketing de réseau. Tous les membres du réseau commencent au niveau le plus bas et gravissent les échelons en réalisant un certain objectif fixe défini sur un certain temps. La carrière se développe sur 8 niveaux. Ce réseau est géré par des succursales dirigées par des membres d'HMI. Les membres peuvent y trouver différents outils leur permettant d'améliorer leur travail tels que connexions internet, téléphones, bureaux, formations théoriques et pratiques dans les domaines financiers et commerciaux.

## Polémiques
Le fait même que son réseau commercial est constitué d'indépendants en fait un système très difficile à contrôler par les instances dirigeantes. Hamburg Mannheimer possède une image souvent ternie par de nombreux "on dit" justifiés ou non,,.
En 1990, le journal Le Soir rapporte que les méthodes de vente et de recrutement sont agressives .
Hamburg-Mannheimer a organisé, en 2007, une orgie sexuelle à Budapest qui a coûté 83 000 € pour récompenser ses meilleurs vendeurs. Les prostituées portaient des bracelets de différentes couleurs, car une couleur était réservée uniquement pour la direction. Les prostituées étaient tamponnées après chaque passage, cela permettait de voir quelle dame avait le plus de succès ,,. Ergo avait déclaré que ce n'était qu'un cas isolé mais une enquête a révélé qu'Hamburg-Mannheimer avait organisé d'autres voyages sexuels . Ces scandales ne sont pas restés sans préjudice pour l'image de la société, Hamburg Mannheimer a perdu des clients et de ce fait, a du licencier du personnel . En juin 2016, le journal allemand "Spiegel" rapporte que l'orgie sexuelle en 2007 à Budapest aurait coûté 330 000 €. Une procédure en justice est en cours .
En mai 2014, le parquet belge a épinglé la société Hamburg Mannheimer (Ergo) pour de la falsification en grand nombre .
Une enquête de l'émission "On n'est pas des pigeons !" du 07/10/2014 de la télévision belge, démontre que Hamburg-Mannheimer avait changé de nom en Ergo Insurance pour effacer sa réputation sulfureuse. Les méthodes de vente et de recrutement d'Ergo sont à la limite de la légalité. Ergo avait été invité à l'émission pour s'expliquer mais a refusé.

### Partenariats

#### Taxman
Hamburg-Mannheimer et Moneytalk organisent chaque année en Belgique la remise du Taxman qui est une récompense accordée à la personne qui aura apporté la contribution la plus remarquable dans le domaine de la fiscalité.
Les éditions Pelckmans ainsi que la FEB (fédération des entreprises Belges), collaborent également au Taxman.